# Micronycteris homezi
Micronycteris homezi és una espècie de ratpenat que viu a Veneçuela, Guyana, la Guaiana Francesa i el Brasil.

## Taxonomia
Va ser considerada inicialment com una subespècie del ratpenat orellut brasiler per Pirlot, encara que Simmons i Voss el 1998 i posteriorment Bernand el 2001, la van ascendir a la categoria d'espècie.